# 구카정
구카정(久賀町)은 야마구치현 야시로섬에 있던 정이며 오시마군에 속했다.
2004년 10월 1일에 오시마정, 다치바나정 도와정과 합병해  스오오시마정이 되어 폐지되었다.

## 지리
야마구치현 동부 야시로섬의 중부에 위치하고 있다. 서쪽은 오시마 정에 접하고 동쪽은 타치바나 정에 접하며 북쪽은 히로시마 만을 임하고 있었다.

## 역사
- 1889년 4월 1일 - 정촌제 시행에 의해 구카촌이 성립하였다.
- 1904년 1월 1일 - 정으로 승격해 구카정이 되었다.
- 2004년 10월 1일 - 오시마정, 다치바나정 도와정과 합병해 스오오시마정이 성립하였다. 동일 구카정은 폐지되었다.

## 교통

### 도로
- 국도 제437호선 (일본)(일본어판)